# Moxostoma collapsum
Moxostoma collapsum es una especie de peces de la familia Catostomidae en el orden de los Cypriniformes.

## Distribución geográfica
Se encuentra en los Estados Unidos.